# Brun Campbell
Sanford Brun Campbell (* 26. März 1884 in Oberlin, Kansas; † 23. November 1952 in Venice, Kalifornien) war ein US-amerikanischer Ragtime-Pianist und Friseur.

## Leben
Campbell hatte früh Klavierunterricht, angeblich auch 1898 in Sedalia bei Scott Joplin, und zählte zu den ersten Ragtime-Pianisten, von denen Schallplatten aufgenommen wurden.  Er arbeitete vorwiegend im Südwesten der Vereinigten Staaten, bevor er dann 1908 einen Friseursalon in Tulsa eröffnete; ab 1928 betrieb er einen Salon in Venice (Kalifornien), den er bis zu seinem Tod führte. In den 1940er Jahren kehrte er kurz zur Musik zurück und spielte einige Versionen des Maple Leaf Rag und andere Ragtimes ein, als er gehört hatte, dass Scott Joplins Witwe in Armut lebte. Auch publizierte er über den frühen Jazz.
Die Autoren Richard Cook und Brian Morton zählen Campbell zu den wenigen authentischen Überlebenden der Ragtime-Ära aus der Zeit vor Eubie Blake, Jelly Roll Morton und Willie The Lion Smith. Seine Aufnahmen werden als typische Beispiele des Midwestern Saloon Ragtime gewertet.

## Diskographische Hinweise
- Joplin's Discipline (Delmark, 1947) solo und Interview
- Dink Johnson and Brun Campbell – The Professors (Euphonic, 1945–47)